# Letteratura afghana
A rigore non si dovrebbe parlare di letteratura afghana al singolare, bensì al plurale. Infatti le principali lingue parlate nel paese, persiano e pashtu, appartenenti al gruppo delle lingue iraniche,  si collegano a due distinte tradizioni letterarie di cui senza dubbio la più vasta e prestigiosa è quella che si innesta nella letteratura persiana. Quest'ultima è fenomeno internazionale che storicamente oltrepassò i confini delle aree iraniche sia a ovest, in direzione dell'area turco-ottomana, sia a est, verso l'India dei Moghul. Da ricordare infine che le altre lingue parlate da piccole minoranze (uzbeko, turkmeno, baluchi) si collegano a distinte letterature che hanno tuttavia i loro centri principali oltre confine.

## La letteratura in persiano
L'area afghana ha prodotto dal medioevo a oggi innumerevoli poeti e scrittori di lingua persiana tra cui spiccano in particolare tre autori mistici considerati vere e proprie glorie nazionali (benché rivendicati con altrettanto ardore dall'Iran), ovvero: Ansari di Herat m. 1088, grande mistico e santo sufi, Sana'i di Ghazna m. 1151 autore di poemi mistici e, infine, Rumi di Balkh m. 1273, ma che visse soprattutto a Konya (odierna Turchia), considerato in tutto il mondo persofono il maggiore poeta mistico dell'intera ecumene musulmana. Il più noto autore contemporaneo è Said Bahaudin Majrouh, poeta, narratore, sufi e notevole studioso di letteratura e cultura dell'Afghanistan, tradotto in varie lingue europee, tragicamente perito nel 1988 in un attentato in Pakistan maturato nell'ambiente dei fuorusciti e profughi della guerra afghana degli anni '80.

## La letteratura in pashtu
La letteratura in pashtu, o patana, pur quantitativamente notevole e in grande crescita nell'ultimo secolo, ha sempre avuto un significato e una importanza essenzialmente locali, risentendo l'influenza sia della letteratura persiana che delle contigue letterature dell'India. Non pare che esista una letteratura pashtu sicuramente documentabile anteriore a XVII sec. Grandi discussioni e controversie mai risolte suscitò la pubblicazione da parte di tale Habibi - da taluni ritenuto un abile falsario - a Kabul nel 1944 del cosiddetto "Tesoro degli Afghani" (Pata Khazana), una antologia poetica tradizionale tratta da un manoscritto di un certo Muhamamd Hotak datato 1885-86 ma basato su un originale del 1729 composto a Kandahar, che raccoglierebbe componimenti in pashtu che vanno dall'VIII sec. sino all'epoca dell'oscuro compilatore. Dell'antologia fanno parte i versi della poetessa Nāzo Tokhī (1651-1717), madre del re e condottiero afgano Mirwais Hotak, che compose oltre duemila distici.
Esiste poi una ampia letteratura popolare di fiabe e leggende tramandata per secoli da cantastorie e fatta oggetto di studio sistematico solo dal XX secolo. Fondatore della odierna prosa pashtu è considerato Ahmad Maulawi (La chiave della lingua afghana, 1872), scrittore e pedagogo le cui opere -studiate e ripubblicate incessantemente- forniranno un modello alle generazioni successive. Da ricordare che gran parte nella rinascita della lingua e della cultura pashtu ebbe la città (oggi pakistana) di Peshawar, storicamente uno dei grandi centri del mondo patano.

## Periodizzazione
Una periodizzazione della storia letteraria dell'Afghanistan dovrebbe distinguere una prima fase in cui questa sostanzialmente non si distingue dalla storia della letteratura persiana, da una seconda fase che si può fare iniziare con la dinastia fondata dal condottiero e poeta Shah Ahmad Durrani (1747-1828) in cui comincia a emergere una soggettività politica afghana che però non si traduce ancora in una identità letteraria distinta dalla grande tradizione persiana; una terza fase che coincide in sostanza con l'Ottocento, segna l'apertura all'"europeizzazione" (mediata da russi e inglesi), pur attraverso le numerose guerre per l'indipendenza, ma anche il risveglio di interesse per la lingua e la cultura pashtu; infine una quarta fase, che inizia con la fondazione del regno dell'Afghanistan (1919), segna con la rinascita letteraria della lingua pashtu, l'avvio di politiche culturali "nazionali" e di una più autonoma coscienza artistico-letteraria afghana.

## Sviluppi moderni e recenti
Entrambe le letterature principali, dalla seconda metà dell'800, si sono mostrate via via più sensibili ai generi (romanzo, teatro), ai movimenti e agli stilemi importati dall'Europa. Dal Novecento, anche per effetto del movimento politico (patriottico e anti-britannico) e culturale dei "Giovani Afghani", la letteratura espressa in lingua pashtu acquisisce piena dignità letteraria, e si affianca a quella espressa in persiano facendosi carico di rappresentare e dar piena voce alla specificità e peculiarità della cultura afghana all'interno dell'ecumene musulmana. Alla prima metà del Novecento risale anche la redazione del primo dizionario di lingua pashtu e dal 1940 la rivista "Kabul" dell'Accademia letteraria dell'Afghanistan veniva redatta interamente in pashtu. Per effetto della nuova situazione si diffonde il bilinguismo tra gli scrittori (persiano-pashtu). A partire dalle note vicende belliche che, dagli anni settanta del Novecento in poi, hanno visto l'Afghanistan preda di guerre civili e invasioni straniere, si è pure sviluppata una ampia letteratura della diaspora, ove emergono scrittori e scrittrici (per tutti si possono ricordare Atiq Rahimi e, soprattutto, l'ormai celeberrimo Khaled Hosseini tradotto in ogni lingua del globo) che si esprimono sempre più spesso anche in lingue europee toccando i temi delicati della guerra, dell'emigrazione, della differenza, delle relazioni intertribali e interreligiose.

### Storie letterarie
- A. Bausani, Le letterature del Pakistan e dell'Afghanistan, Sansoni-Accademia, Firenze-Milano 1968
- A. Pagliaro-A. Bausani, La letteratura persiana, Sansoni-Accademia, Firenze-Milano 1968

### Traduzioni in italiano
- S. Loi (cur.), Il tesoro nascosto degli Afghani, Il Cavaliere azzurro, Bologna 1987
- S.B. Majrouh, Il viandante di mezzanotte, Luni, Trento-Milano 1995
- S.B. Majrouh, Il riso degli amanti, Luni, Trento-Milano 2000
- Khaled Hosseini, Il cacciatore di aquiloni, Piemme, Milano 2004
- Khaled Hosseini, Mille splendidi soli, Piemme, Milano 2007
- Khaled Hosseini, E l'eco rispose, Piemme, Milano 2013
- Atiq Rahimi, Terra e cenere, Einaudi, Torino 2002
- Atiq Rahimi, Le mille case del sogno e del terrore, Einaudi, Torino 2003
- Atiq Rahimi, L'immagine del ritorno, Einaudi, Torino 2004
- Atiq Rahimi, Pietra di pazienza, Einaudi, Torino 2009
- Mohammad Hossein Mohammadi, I fichi rossi di Mazar-e Sharif, Ponte33, Firenze 2012